# タンピコ
タンピコ (Tampico) は、メキシコ合衆国タマウリパス州の基礎自治体である。メキシコ湾に面するメキシコの主要な港湾都市の一つである。人口は約31万人であり、タマウリパス州では4番目である。周辺都市を含めたタンピコ都市圏の人口は約92万人である。
メキシコの石油産業の中心地である。タンピコ港はメキシコ最大の石油の輸出港であり、銀、銅、木材、ウール、麻、その他農産物の主要な輸出港である。なお、海上コンテナの取扱量は近くのアルタミラ港（タマウリパス州）の方が多い。
タンピコの名前の由来はワステカ語（マヤ語族の一つ）で「カワウソの場所」を意味する tam-piko であるとされている。かつてタンピコ周辺の川と潟には大量のカワウソが生息していた。
カニが名産であり、カニの身(又はカニカマ)とチリパウダーを入れたタルタルソースであるタンピコソースの語源である。

## 歴史
この地域には定住者が早い時期から存在し、1000年-1250年頃にはいくつかのワステカ (Huastec) の居住地が繁栄していた。1532年、フランシスコ会のアンドレス・デ・オルモス神父がキリスト教の布教施設を設立した。その後、1554年にスペイン植民地のサン・ルイス・デ・タンピコが建設された。
海賊の襲撃により、住民はパヌコ川の南側への移住を余儀なくされたこともあった。特にラウレンス・デ・グラーフからは破壊的な略奪を受けた。
1823年、現在のタンピコ市が設立された。
メキシコ革命最中の1829年8月、キューバよりやって来たスペイン軍がタンピコに侵攻した。同年9月、提督アントニオ・ロペス・デ・サンタ・アナ(Santa Ana)指揮下の軍が、スペイン軍を降伏させ、メキシコの再支配下となった。その後、タンピコはメキシコ大統領のポルフィリオ・ディアスの施政下で発展を遂げた。
1901年、メキシコで最初の油井が建設され石油の採掘が始まった。石油はタンピコに莫大な富をもたらしたが、埋蔵量が少なく1930年代には資源は枯渇した。現在は採掘の難しいシェールオイルの調査が行われている。

## 観光

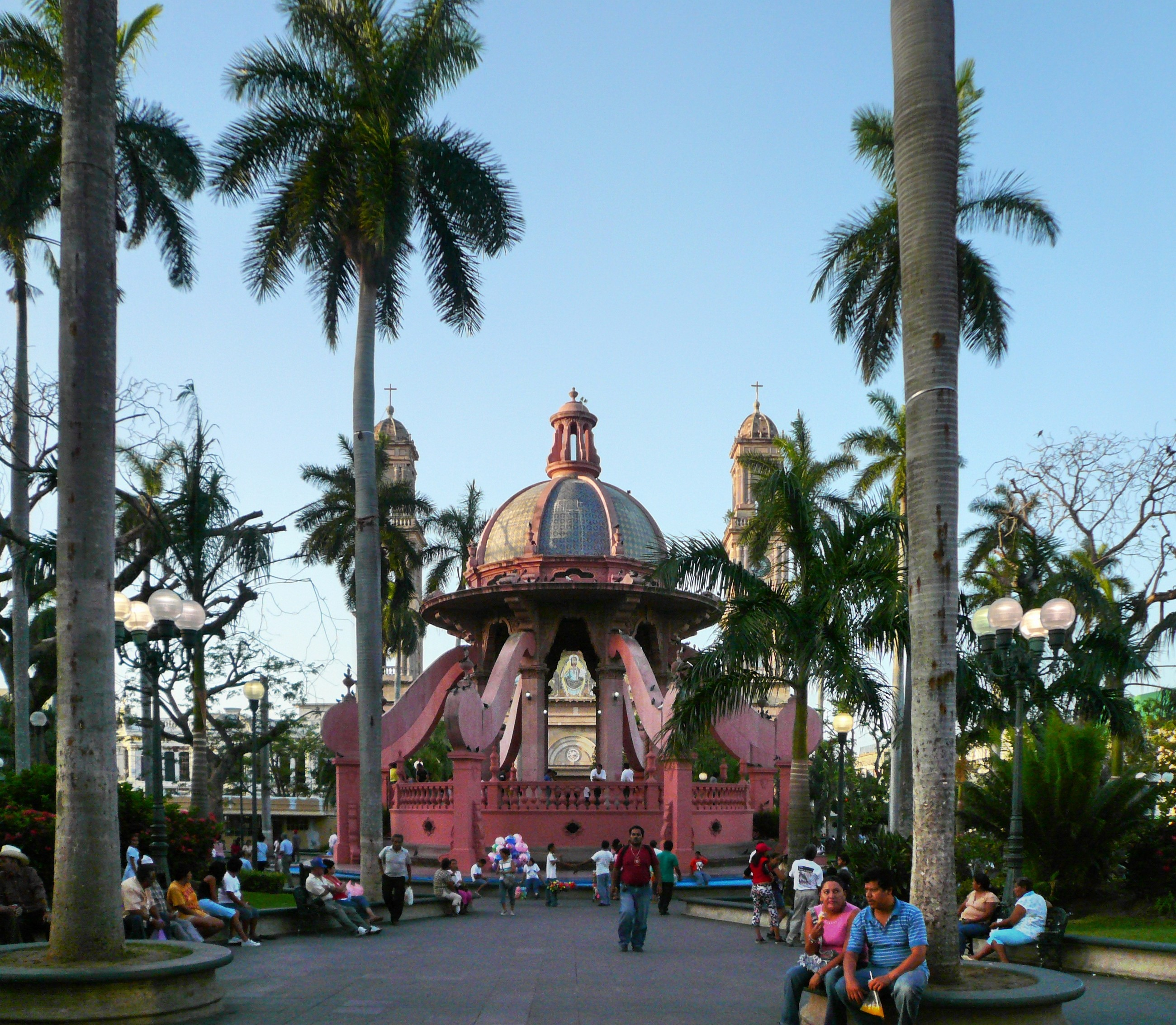
アルマス広場

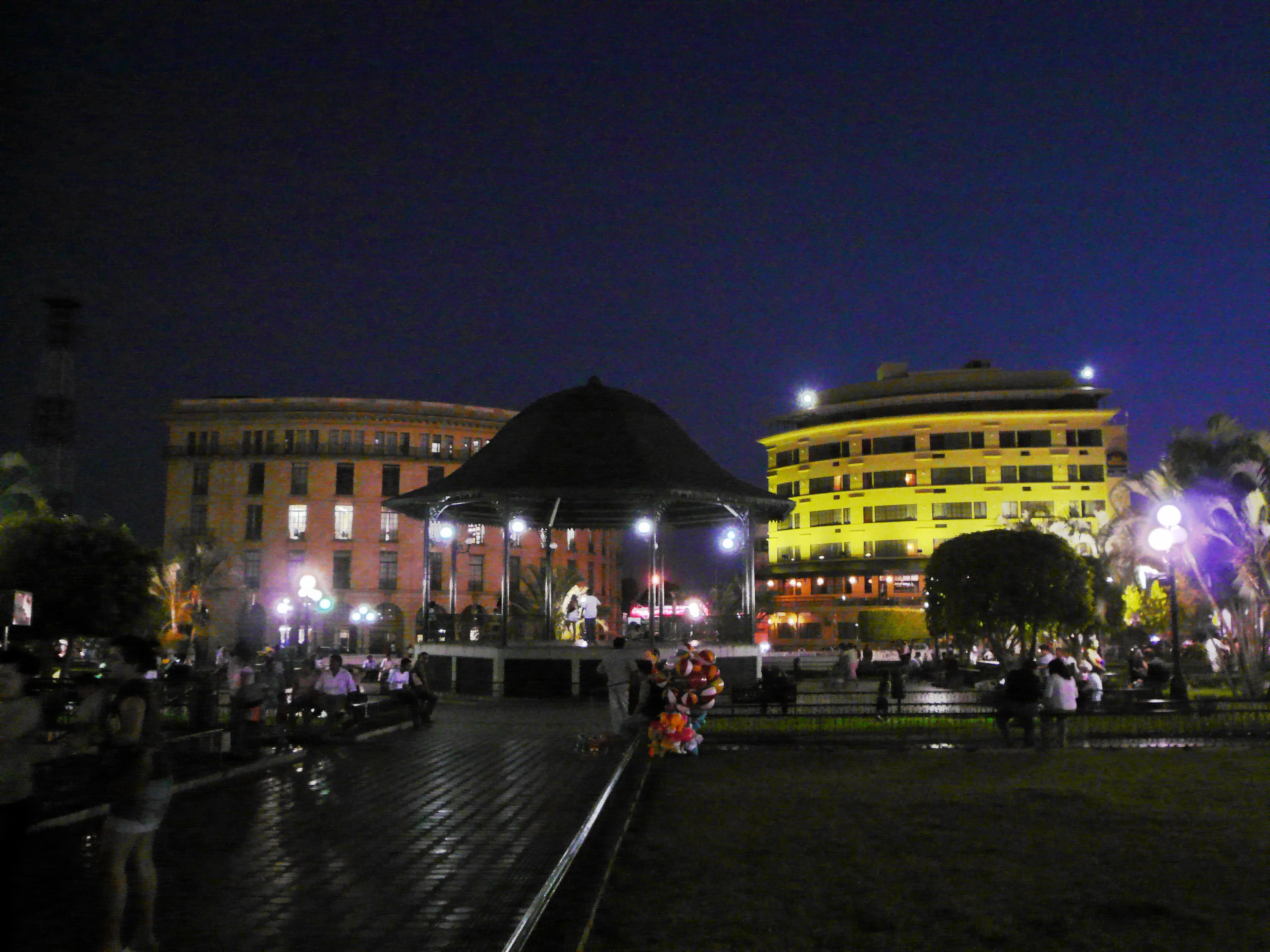
リベルター広場

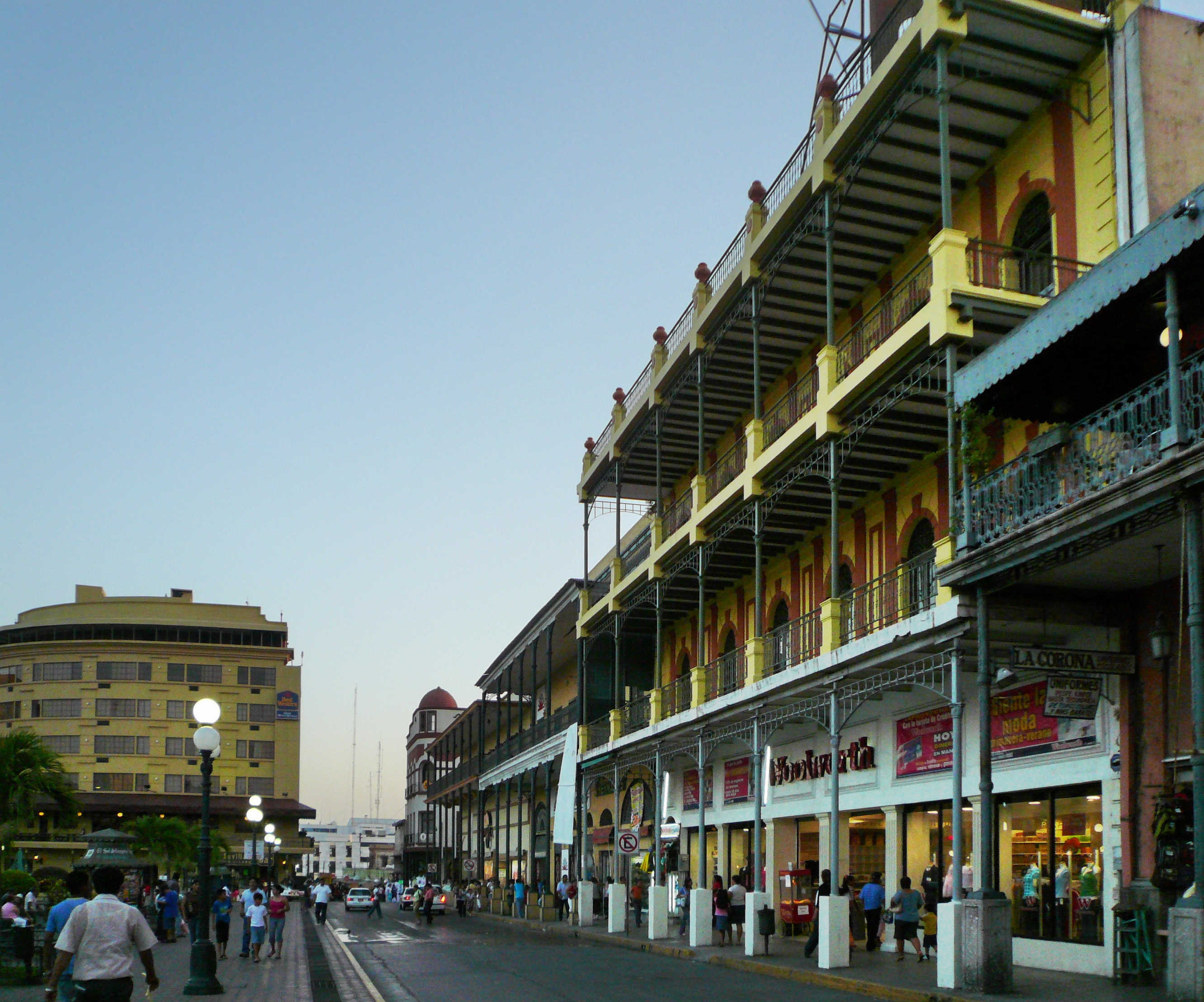
ニューオーリンズ様式の建築物

タンピコの繁華街には様々な様式の建築物が混在している。例えば、リベルター広場周辺に多数存在するニューオーリンズの建築様式に影響を受けたバルコニーを持つ建築物、アルマス広場にある新古典主義建築の市役所、港にあるイギリス製の赤煉瓦で造られた税関などが挙げられる。ニューオーリンズ様式の建築物の普及は近年のことであり、初期のニューオーリンズ様式の建築物は、前もって作られた建築部材を輸入して組み立てる方式で建てられている。近年、アルマス広場やリベルター広場周辺のような歴史的な繁華街にある建築物が修理、改善され、より多くの観光客を引き付けるようになっている。
アルマス広場にある「無原罪の御宿り教会」として知られるタンピコ大聖堂は、コリントス様式の円柱と大きな3つのドアによる入り口を持つ新古典主義建築の建築物である。19世紀後半に建設され、幾度となく改修を繰り返し現在のような外観と内装になった。二つの塔を持ち、東側の塔は時計塔となっている。内部には壁画などの芸術作品があり、白いカッラーラ大理石製の祭壇が設置されている。

## 交通

### 航空
タンピコはメキシコの商用航空の発祥の地である。1924年、タンピコのGeneral Francisco Javier Mina 国際空港からメキシコシティのメキシコ・シティ国際空港に向けて、メキシカーナ航空の飛行機がメキシコ初の商用飛行を行った。General Francisco Javier Mina 国際空港はメキシコで最初にILSを導入した空港である。

## 姉妹都市
- ヒューストン（アメリカ合衆国テキサス州）
- マッカレン（アメリカ合衆国テキサス州）
- ビヤエルモサ（メキシコ合衆国タバスコ州）

## 参考資料
- メキシコの人口（2005年）（スペイン語）
- タマウリパス州の資料 Enciclopedia de los Municipios de México（スペイン語）